# Bahçeşehir Üniversitesi

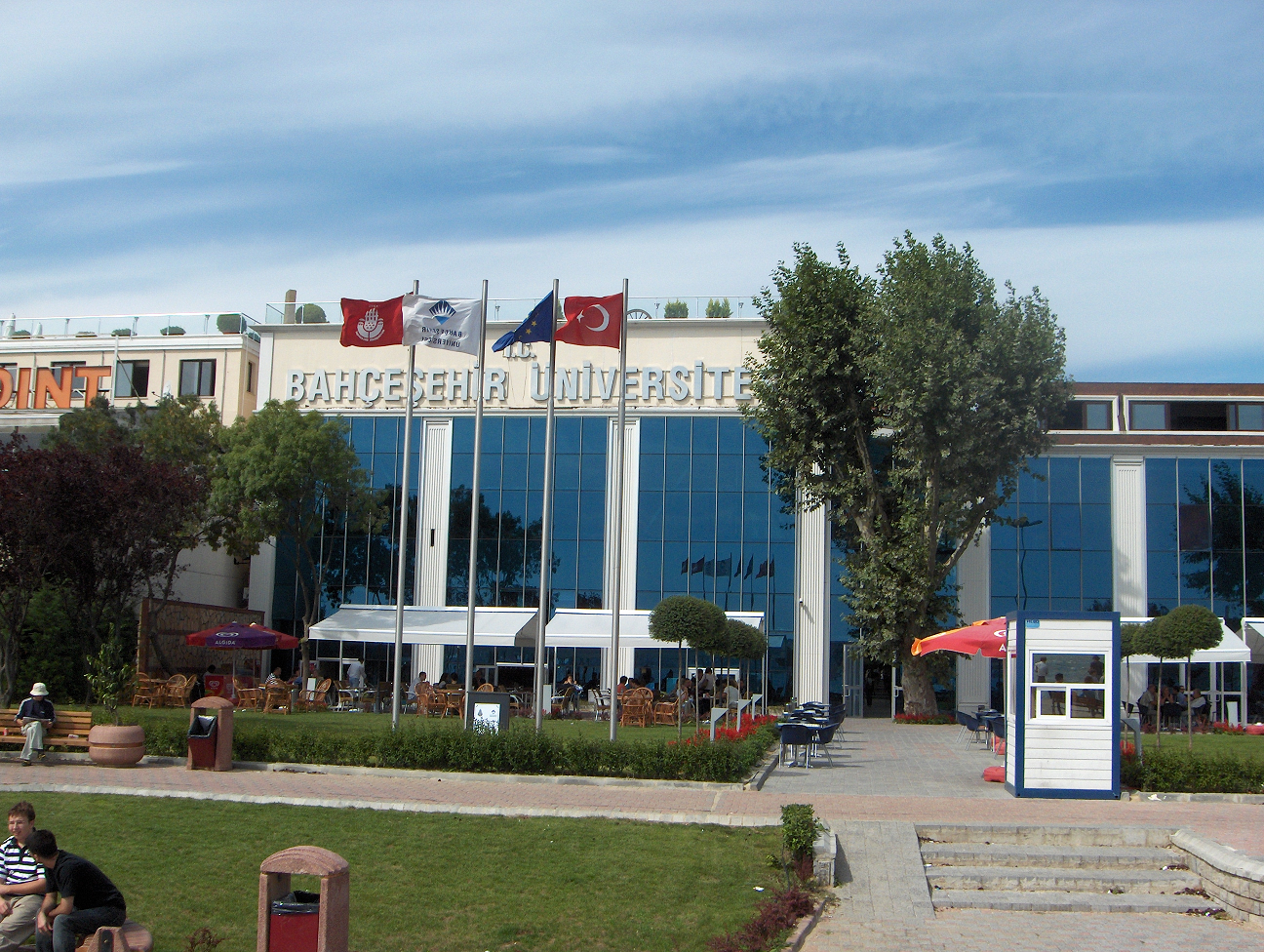
Hauptgebäude

Die Bahçeşehir Üniversitesi (BAÜ) (deutsch: Bahçeşehir-Universität) ist eine private Universität in Istanbul. 
Sie wurde im Jahr 1998 im Stadtteil Bahçeşehir gegründet und zog im Jahr 2006–2007 in den Stadtteil Beşiktaş. Im Jahr 2006/07 hatte die Hochschule 6.561 Studenten, im Jahr 2016 waren es 20.752 Studenten.
Die Universität besitzt acht Fakultäten und vier Standorte in Istanbul.